# Râul Valea Baciului, Moldova
Râul Valea Baciului sau Râul Pietrărie este un curs de apă, afluent al râului Moldova. 